# Zelma Wall
Zelma Karolina Wall, född 9 augusti 1873 i Umeå stadsförsamling, död 5 november 1952 i Oscars församling, Stockholm, var en svensk tonsättare, sångerska och musikpedagog.

## Biografi
Wall föddes 1873. Hon kom att utbilda sig till sångerska. Hon fortsatte sin utbildning ute i Europa och sjöng både i Paris, England och USA. Under flera år var hon en av de populäraste sångerskorna i England. Wall kom senare att arbeta som sångpedagog och musikpedagog i Stockholm.
Wall komponerade musik som ofta framfördes i kyrkor och vid begravningar. Hon signerade sina kompositioner med pseudonymen Z. Remparti.
Som sångerska beskrivs hon ha ett stort omfång på sin röst. Hon hade även utmärkt klang och harmoni.
Zelma Wall är begravd på Skogskyrkogården i Stockholm.

## Verk

### Sång och piano
- Adventhymn Ring, signade klockor ring. Text av Hedvig Boman. Utgiven av Bröderna Lagerströms Notstickeri, Stockholm.[7]

- Fyra religiösa sånger. Utgiven 1927 som nummer E. C. 619 av Elkan & Schildknecht, Stockholm.[8]

1. Dig, blott dig
2. En hemlighet
3. Livskällan
4. Hemlängtan

- När julljusen tändas. Utgiven 1928 som nummer E. C. 681 av Elkan & Schildknecht, Stockholm.[9]

- Nyårsafton Hör kyrkklockan klingar den sista gång i år. Text av Ebba Stråhle. Utgiven 1928 som nummer E. C. 682 av Elkan & Schildknecht, Stockholm.[10]

- Sverige Sverige du gamla du älskade kära. Text av Tora Asplund. Utgiven 1938 av H. Sundh, Stockholm.[11]

- På fäbovallen. Text av Ebba Sjögren.

- Jag minns en liten stuga. Text av Hedvig Boman. Utgiven 1948 av Elkan & Schildknecht.[12]

### Övrigt
- Natt i Venedig Canale Grande i djupet speglar palatsens rad. Text av Bengta Klockhoff-Dalén. Utgiven 1949 av Elkan & Schildknecht.[13]